# RVC Prechtal
Der Radfahrverein Concordia Prechtal e. V. (kurz: RVC Prechtal) ist ein Radsportverein aus Elzach-Prechtal in Baden-Württemberg. Der RVC betätigt sich mit seinen 230 Mitgliedern im Radball, Kunstrad und Einradsport. 

## Geschichte
Der Radfahrverein Concordia Prechtal wurde im Mai des Jahres 1912 gegründet und ist damit der älteste Verein von Prechtal. Bis zum Zweiten Weltkrieg war auch die 1921 gegründete Musikkapelle Bestandteil des Radfahrvereins.
Nach 1949 entwickelte sich das Vereinsleben wieder langsam, Korsofahren war lange Jahre das wichtigste Betätigungsfeld. Eine lange Tradition hat auch das Theaterspielen im Verein, über Jahrzehnte hinweg bis zum heutigen Tag verfügt die Concordia über eine eigene Laienspielgruppe.
Nach dem Bau einer Mehrzweckhalle durch die Gemeinde 1972 wurde eine Hallenradsportabteilung gegründet.
Das Prechtäler MTB-Rennen am Steinberg war ein Teil der MTB-Rennserie „Schwarzwälder Tälercup“. Das ebenfalls veranstaltete Reichenbachrennen in Reichenbach (Elzach) ist ein Bergzeitfahren für Hobbyfahrer. Zusammen mit der Tourismusgesellschaft ZweiTälerLand im Naturpark Schwarzwald Mitte/Nord hat die Concordia zweimal mit Erfolg einen Etappenstart bei der Deutschland Tour der „Jedermänner“ organisiert. Gemeinsam mit dem örtlichen Forstamt führt die Concordia seit zwei Jahren das landesweite Forstliche Mountainbikerennen durch.
Der Sportbetrieb wird durch Tanzveranstaltungen und die Teilnahme an Dorf- oder Stadtfesten finanziert.

## Behindertensport
Nach 2003 und 2004 richtete der Radfahrverein Concordia Prechtal 2009 zum dritten Mal die deutsche Meisterschaft im Behindertenradsport aus. Mehr als 50 Radsportler nahmen an der Veranstaltung teil, darunter einige Teilnehmer der Paralympics in Peking in zwei Wettbewerben. Deutsche Meistertitel gab es in den Sportgeräten Solorad, Handbike, Tandem und Trike.

## Sportliche Erfolge

### National
- Seit 2000 in der 2. Bundesliga
- Saison 2004/2005 1. Bundesliga

### International
- 2009 Teilnahme am Europa-Cup der Radballer[4].

### Nachwuchsbereich
- 1999: 4. Platz bei den Deutschen Juniorenmeisterschaften
- 2006: 2. Platz bei den Deutschen Jugendmeisterschaften
- 2007: 3. Platz bei den Deutschen Schülermeisterschaften
- 2009: 3. Platz bei den Deutschen Schülermeisterschaften
- mehrfacher Baden-Württembergischer Meister in verschiedenen Klassen, in den letzten 8 Jahren jedes Jahr jeweils in einer der Klassen.[5]